# Teslui (Olt)
Pour l’article homonyme, voir Teslui (Dolj).
Teslui est une commune du județ d'Olt en Roumanie.